# ابگوشتوکان
ابگوشتوکان، روستایی از توابع بخش مرکزی شهرستان خاش در استان سیستان و بلوچستان ایران است.

## جمعیت
این روستا در دهستان کارواندر قرار دارد و براساس سرشماری مرکز آمار ایران در سال ۱۳۸۵، جمعیت آن زیر سه خانوار بوده‌است.